# Adães
Adães es una freguesia portuguesa del concelho de Barcelos, con 2,51 km² de área y 739 habitantes (2001). Densidad de población: 294,4 hab/km².